# Zaiga Yanzone
Zaiga Yanzone ou Jansone (née le 24 janvier 1951) est une joueuse de tennis lettonne, ayant représenté l'Union soviétique. 
Elle s'est notamment illustrée en double dames aux Jeux olympiques de 1968 où elle a remporté une médaille d'or en double mixte et une de bronze en double dames, alors que le tennis est une épreuve en démonstration. 
Elle a aussi atteint le 4e tour en simple à l'occasion du tournoi de Wimbledon en 1971 (défaite face à Nancy Richey).

## Palmarès (partiel)

### Titre en simple dames
Aucun

### Finale en simple dames
Aucune

### Titre en double dames
Aucun

### Finale en double dames
| No | Date       | Nom et lieu du tournoi       | Catégorie | Surface      | Vainqueures                 | Partenaire    | Score    |          |
| -- | ---------- | ---------------------------- | --------- | ------------ | --------------------------- | ------------- | -------- | -------- |
| 1  | 07/06/1971 | Kent Championships Beckenham |           | Gazon (ext.) | Christine Janes Nell Truman | Olga Morozova | 6-3, 9-7 | Parcours |

### Titre en double mixte
| No | Date       | Nom et lieu du tournoi       | Catégorie     | Surface      | Partenaire        | Finalistes                       | Score    |          |
| -- | ---------- | ---------------------------- | ------------- | ------------ | ----------------- | -------------------------------- | -------- | -------- |
| 1  | 28/10/1968 | Jeux olympiques d'été Mexico | J. olympiques | Terre (ext.) | Vladimir Korotkov | Peaches Bartkowicz · Ingo Buding | 7-5, 6-4 | Parcours |

## Parcours en Grand Chelem

### En simple dames
| Année | Open d'Australie | Open d'Australie | Internationaux de France | Internationaux de France | Wimbledon     | Wimbledon    | US Open | US Open |
| ----- | ---------------- | ---------------- | ------------------------ | ------------------------ | ------------- | ------------ | ------- | ------- |
| 1969  | -                | -                | 2e tour (1/16)           | Tiiu Kivi                | -             | -            | -       | -       |
| 1971  | -                | -                | -                        | -                        | 4e tour (1/8) | Nancy Richey | -       | -       |

À droite du résultat, l’ultime adversaire.

### En double dames
| Année | Open d'Australie | Open d'Australie | Internationaux de France     | Internationaux de France | Wimbledon                    | Wimbledon              | US Open | US Open |
| ----- | ---------------- | ---------------- | ---------------------------- | ------------------------ | ---------------------------- | ---------------------- | ------- | ------- |
| 1969  | -                | -                | 2e tour (1/16) Olga Morozova | Fay Toyne C. Sherriff    | 2e tour (1/16) Olga Morozova | Kerry Harris Fay Toyne | -       | -       |
| 1971  | -                | -                | -                            | -                        | 2e tour (1/16) Olga Morozova | M. Eisel V. Ziegenfuss | -       | -       |

Sous le résultat, la partenaire ; à droite, l’ultime équipe adverse.

### En double mixte
| Année | Open d'Australie | Open d'Australie | Internationaux de France     | Internationaux de France | Wimbledon                   | Wimbledon                   | US Open | US Open |
| ----- | ---------------- | ---------------- | ---------------------------- | ------------------------ | --------------------------- | --------------------------- | ------- | ------- |
| 1969  | -                | -                | 2e tour (1/16) Viktor Palman | Rosie Casals Tony Roche  | 4e tour (1/8) S. Likhachev  | K. Sawamatsu Koji Watanabe  | -       | -       |
| 1971  | n/a              | n/a              | -                            | -                        | 2e tour (1/32) Peter Curtis | Wendy Appleby Larry Collins | -       | -       |

Sous le résultat, le partenaire ; à droite, l’ultime équipe adverse.

## Parcours aux Jeux olympiques

### En simple dames
| # | Date       | Nom de l'olympiade                 | Surface      | Résultat       | Ultime adversaire    | Score    |          |
| - | ---------- | ---------------------------------- | ------------ | -------------- | -------------------- | -------- | -------- |
| 1 | 14/10/1968 | Jeux olympiques d'été, Guadalajara | Terre (ext.) | 1er tour (1/8) | María Eugenia Guzmán | 6-2, 6-2 | Parcours |
| 2 | 28/10/1968 | Jeux olympiques d'été, Mexico      | Terre (ext.) | 1/4 de finale  | Peaches Bartkowicz   | 6-3, 7-5 | Parcours |

### En double dames
| # | Date       | Nom de l'olympiade           | Surface      | Résultat | Partenaire     | Ultimes adversaires                    | Score   |          |
| - | ---------- | ---------------------------- | ------------ | -------- | -------------- | -------------------------------------- | ------- | -------- |
| 1 | 28/10/1968 | Jeux olympiques d'été Mexico | Terre (ext.) | Bronze   | Cecilia Rosado | María Eugenia Guzmán · Suzana Petersen | Partage | Parcours |

### En double mixte
| # | Date       | Nom de l'olympiade                | Surface      | Résultat      | Partenaire        | Ultimes adversaires              | Score    |          |
| - | ---------- | --------------------------------- | ------------ | ------------- | ----------------- | -------------------------------- | -------- | -------- |
| 1 | 14/10/1968 | Jeux olympiques d'été Guadalajara | Terre (ext.) | 1/4 de finale | Vladimir Korotkov | Pierre Darmon Rosie Darmon       | 6-4, 6-4 | Parcours |
| 2 | 28/10/1968 | Jeux olympiques d'été Mexico      | Terre (ext.) | Or            | Vladimir Korotkov | Ingo Buding · Peaches Bartkowicz | 7-5, 6-4 | Parcours |